# Ітчейка
Ітче́йка (рос. Итчейка) — річка в Удмуртії (Увинський район), Росія, права притока Нилга.
Річка починається за 2 км на північний схід від присілку Великий Каркалай. Тече спочатку на північний схід, потім повертає на південний схід. Впадає до Нилги навпроти села Областна. Приймає декілька дрібних приток. Річище на всьому протязі має заліснені береги, у нижній течії заболочене, у верхній — пересихає. Збудовано ставок площею 0,18 км².
Над річкою розташовано присілок Ітчи-Вам'я. У верхній течії через русло збудовано автомобільний міст.